# 리바역
리바역(프랑스어: Gare de Rivaz)은 스위스 보주에 있는 리바 지자체에 있는 기차역이다. 스위스 연방 철도의 표준궤 심플론선의 중간 정류장이다.

## 운행편
2021년 12월 시간표 변경에 따라 다음 서비스가 리바에서 정차한다.
- RER 보 S5 : 그랑송과 베 (주중) 또는 에이글 (주말) 사이에 매시간 운행; 에이글에서 생모리스까지 제한된 서비스.